# جودي شامبرلن
جودي شامبرلن (بالإنجليزية: Judi Chamberlin)‏ هي ناشِطة أمريكية، ولدت في 30 أكتوبر 1944 في بروكلين في الولايات المتحدة، وتوفيت في 16 يناير 2010 في أرلينغتون ‏ في الولايات المتحدة.